# Exkrement

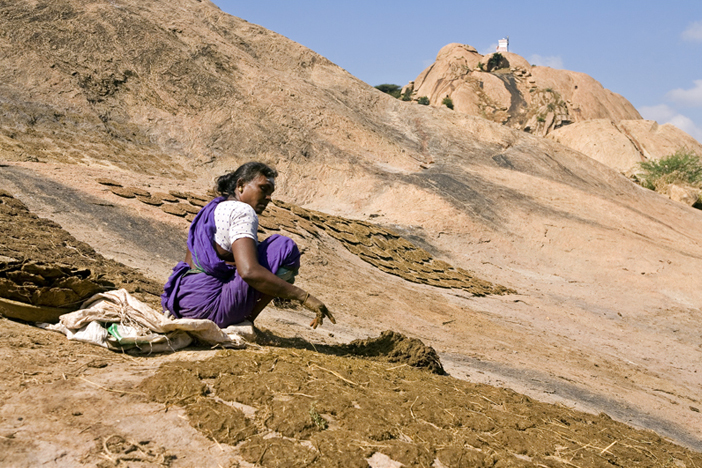
Zur Brennstoffgewinnung zum Trocknen ausgelegter Kuhdung in Indien

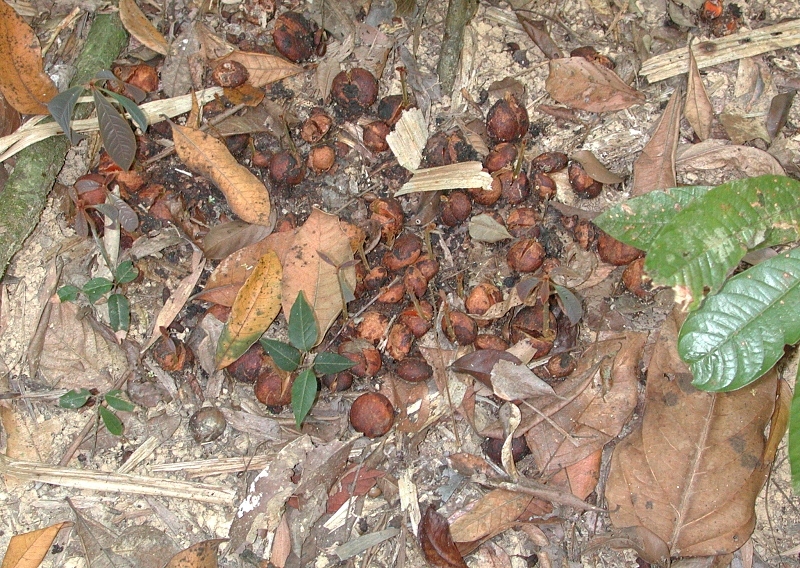
Kot des australischen Helmkasuars

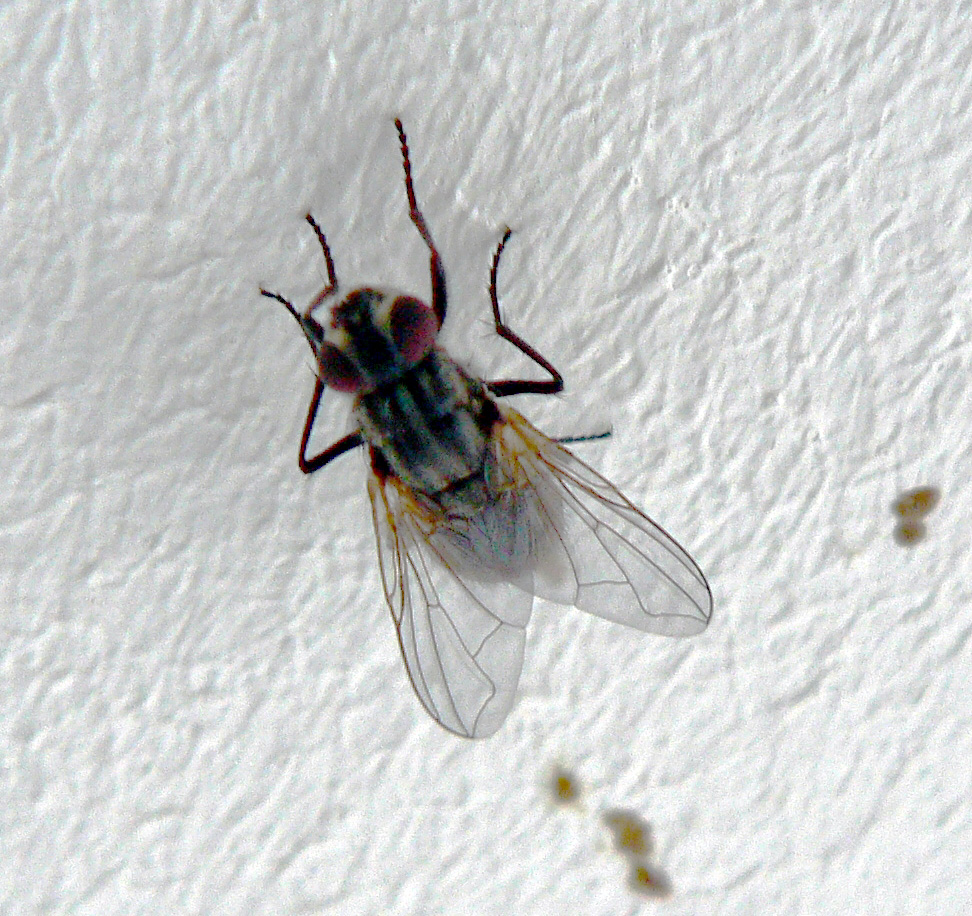
Fliegenkot

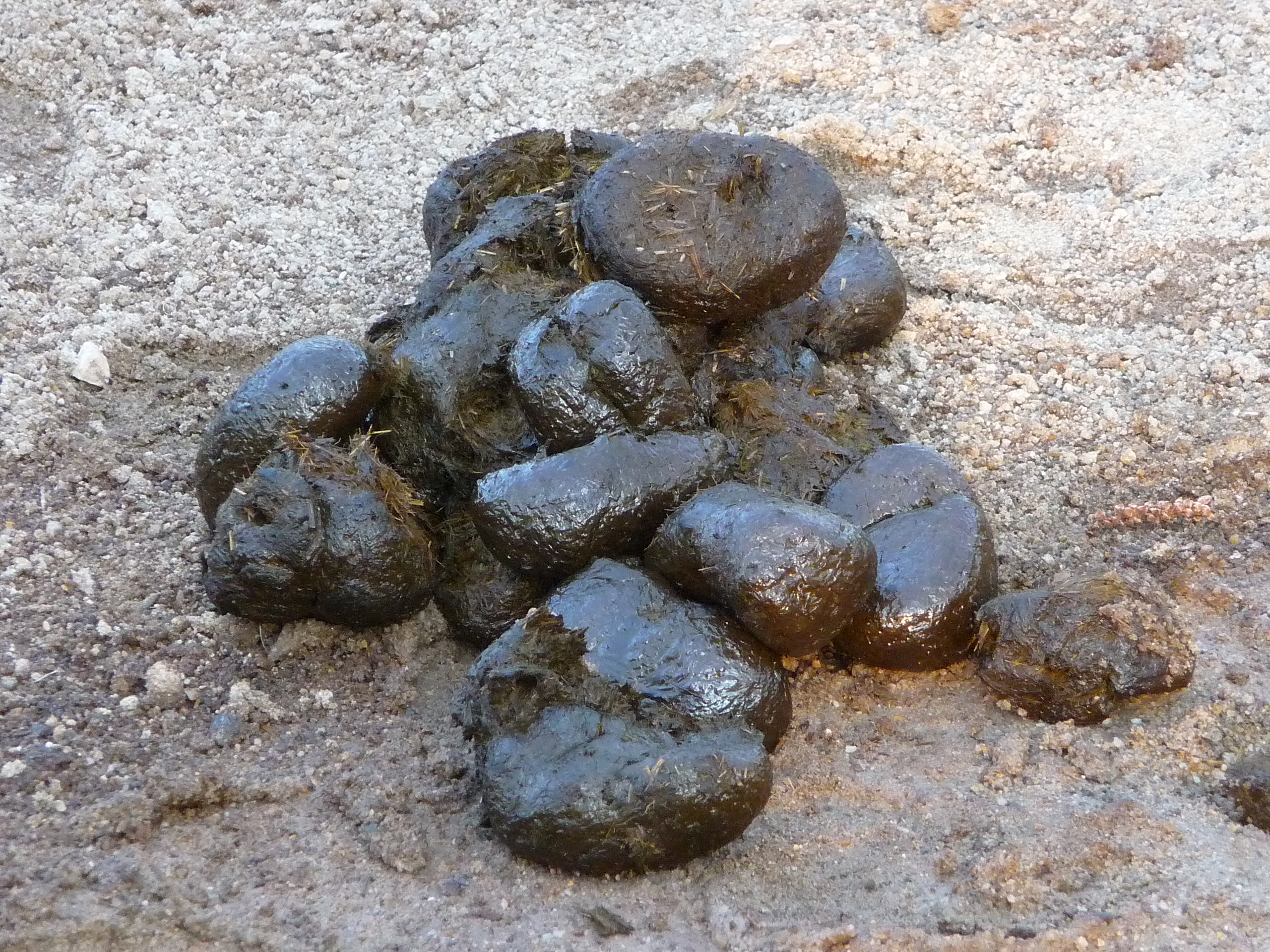
Exkremente eines Poitou-Esels

Als Exkrement (lat. excrementum ‚Ausscheidung‘, ‚Auswurf‘) werden im Allgemeinen Produkte der Exkretion aus dem Harntrakt (Urin) und der Defäkation aus dem Magen-Darm-Trakt (Kot) bezeichnet.

## Nutzung von Exkrementen
Es sind zahlreiche Verwendungsarten tierischer und menschlicher Exkremente bekannt.
In der Natur düngen Exkremente den Boden und werden auch in der Landwirtschaft als Dünger etwa in Form als Gülle verwendet. Vogelkot von fischfressenden Vögeln wird als Guano abgebaut und als phosphatreicher „Naturdünger“ eingesetzt.
Exkremente tragen auch zur Verbreitung von Pflanzen bei, da unverdaute Pflanzensamen von Tieren an verschiedenen Stellen ihres Habitats ausgeschieden werden. Kot ernährt auch Insekten und andere Tiere, die teils ihren Nachwuchs darin aufwachsen lassen.
Viele Tiere verwenden Exkremente zu Kommunikationszwecken, wie beispielsweise zum Erkennen von Befindlichkeiten der Artgenossen oder der Fruchtbarkeit von Geschlechtspartnern oder zum Markieren von Reviergrenzen.
Die Untersuchung von Exkrementen wird in der Archäologie und der Medizin genutzt. In der Medizin spielen Exkremente eine Rolle in der Diagnostik, da sich durch ihre Analyse Rückschlüsse auf die Gesundheit des Patienten ziehen lassen. Archäologen können durch die Analyse der Inhalte prähistorischer Abortgruben Rückschlüsse auf die Kultur oder die Umweltbedingungen einer bestimmten Zeit ziehen. Durch die Exkrement-Analyse kann neben der Art der Nahrung auch auf die Aufnahme (Inkorporation) von giftigen (z. B. Blei) oder radioaktiven Stoffen (z. B. Plutonium, Polonium-210) geschlossen werden.
Theorien der Alternativmedizin zufolge soll die tägliche Einnahme einer kleinen Menge eigenen Urins (Eigenharnbehandlung) allgemein gesundheitsfördernd sein.
Pflanzenfaserreicher Tierkot wird in holzarmen Gegenden der Erde durch direktes Verbrennen nach erfolgter Trocknung als Brennstoff zum Kochen und Heizen verwendet. Auf Reisen in der Wüste ist getrockneter Kamelkot ebenfalls ein wichtiger Brennstoff. Wird Biogas aus Kot gewonnen, dient Kot indirekt auch zur Gewinnung von elektrischer Energie oder als Treibstoff.
Kuhdung dient afrikanischen Völkern (z. B. Massai) auch als Baustoff und als Verputz ihrer Hütten.
Urin kann als chemischer Rohstoff zum Gerben, Beizen und zur Herstellung von Farben verwendet werden.
Verschiedene Exkremente wurden bei Naturvölkern im Rahmen ritueller Handlungen verwendet. Für seine Untersuchungen unter anderem auf diesem Gebiet erhielt John Gregory Bourke, ein US-amerikanischer Kavallerieoffizier, die Ehrendoktorwürde.

## Exkrementophilie
Eine lustbetonte Beschäftigung mit Exkrementen wird – sofern nicht eine zugrundeliegende Störung wie eine Demenz vorliegt – als Exkrementophilie bezeichnet.